# 中间站
铁路中間站為鐵道車站的一種。與分支站、轉乘站等不同，狭义上的中间站除了本身所属线路上相邻的两个车站，再沒有其他路线上的相邻车站。廣義的中間站则可以是一趟列车始终站之間的任一車站。

## 中國的中間站
中間站在中国铁路车站中等级较低，一般设立于县城。主要办理有限的客货运业务，通过的客运列车等级较低，班次较少。服务于当地的经济建设以及对外联系。